# Lincoln Square (Manhattan)
Pour les articles homonymes, voir Lincoln Square.
Lincoln Square est le nom d'un quartier, mais également d'un parc de l'Upper West Side dans l'arrondissement de Manhattan, à New York. Le Lincoln Square est situé à l'intersection de Broadway et de Columbus Avenue entre la 65e et la 66e rue. 
Le célèbre Lincoln Center for the Performing Arts est rattaché au quartier, alors qu'il faisait partie du Lincoln Square Renewal Project.

## Lieux notables
- ABC Television Center East studios.
- Central Park.
- Fiorello H. LaGuardia High School of Music & Art and Performing Arts.
- Fordham University, campus Lincoln Center.
- Juilliard School.
- Leonard Bernstein Way (West 65 St. entre Amsterdam Avenue et Broadway).
- Lincoln Center for the Performing Arts.
- Peter Jennings Way (West 66th St. entre Columbus Ave. et Central Park West).
- Time Warner Center.
- West Side YMCA.
- American Folk Art Museum